# Дауйотеляй (Расейняйський район, Аріогальське староство)
Дауйотеляй (Daujotai) — хутір у Литві, Расейняйський район, Аріогальське староство, знаходиться за 8 км від села Ілгіжяй III. 2001 року в Дауйотаї проживало 13 осіб, 2011-го — 2.

## Принагідно
- Daujotėliai (Raseiniai) [Архівовано 17 листопада 2016 у Wayback Machine.]

| Литва | Це незавершена стаття з географії Литви. Ви можете допомогти проєкту, виправивши або дописавши її. |